# Diócesis de Timmins
La diócesis de Timmins (en latín: Dioecesis Timminsens(sis) y en inglés: Roman Catholic Diocese of Timmins) es una circunscripción eclesiástica latina de la Iglesia católica en Canadá, sufragánea de la arquidiócesis de Ottawa-Cornwall. La diócesis tiene al obispo Serge Patrick Poitras como su ordinario desde el 10 de noviembre de 2012.

## Territorio y organización
La diócesis tiene 26 200 km² y extiende su jurisdicción sobre los fieles católicos de rito latino residentes en parte de la provincia de Ontario.
La sede de la diócesis se encuentra en la ciudad de Timmins, en donde se halla la Catedral de San Antonio de Padua. En Haileybury (hoy Temiskaming Shores) se encuentra la excatedral de la Santa Cruz.
En 2020 en la diócesis existían 24 parroquias.

## Historia
El vicariato apostólico de Temiskaming fue erigido el 21 de septiembre de 1908 con el breve Romanorum Pontificum del papa Pío X, obteniendo el territorio de la diócesis de Pembroke.
El 7 de enero de 1916 el vicariato apostólico fue elevado a la categoría de diócesis y asumió el nombre de diócesis de Haileybury.
El 18 de abril de 1919 cedió una parte de su territorio para la erección de la prefectura apostólica de Ontario Septentrional (hoy diócesis de Hearst-Moosonee).
El 3 de diciembre de 1938 cedió otra porción de su territorio al vicariato apostólico de Ontario Septentrional, que simultáneamente fue elevado a diócesis. El mismo día cedió una porción de su territorio para la erección de la diócesis de Amos (mediante la bula Christifidelium bonum del papa Pío XI), y otra para el vicariato apostólico de James Bay (hoy diócesis de Hearst-Moosonee).
El 10 de diciembre de 1938, debido al decreto Ad satius consulendum de la Congregación Consistorial, la sede de la diócesis fue trasladada de Haileybury a Timmins y la diócesis tomó su nombre actual.
El 29 de noviembre de 1973 cedió otra parte de su territorio para la erección de la diócesis de Rouyn-Noranda mediante la bula Ad aptius christianorum del papa Pablo VI.

## Estadísticas
De acuerdo al Anuario Pontificio 2021 la diócesis tenía a fines de 2020 un total de 59 750 fieles bautizados.
| Año                                                                             | Población            | Población | Población      | Sacerdotes | Sacerdotes    | Sacerdotes    | Bautizados por sacerdote | Diáconos permanentes | Religiosos | Religiosos | Parroquias |
| Año                                                                             | Bautizados católicos | Total     | % de católicos | Total      | Clero secular | Clero regular | Bautizados por sacerdote | Diáconos permanentes | Varones    | Mujeres    | Parroquias |
| ------------------------------------------------------------------------------- | -------------------- | --------- | -------------- | ---------- | ------------- | ------------- | ------------------------ | -------------------- | ---------- | ---------- | ---------- |
| 1949                                                                            | 85 522               | 140 000   | 61.1           | 116        | 94            | 22            | 737                      |                      | 44         | 402        | 72         |
| 1966                                                                            | 105 000              | 159 000   | 66.0           | 156        | 100           | 56            | 673                      |                      | 136        | 525        | 86         |
| 1970                                                                            | 95 197               | 143 187   | 66.5           | 137        | 83            | 54            | 694                      |                      | 101        | 439        | 71         |
| 1976                                                                            | 59 770               | 103 620   | 57.7           | 50         | 33            | 17            | 1195                     |                      | 41         | 124        | 37         |
| 1980                                                                            | 60 400               | 112 800   | 53.5           | 47         | 29            | 18            | 1285                     |                      | 37         | 103        | 37         |
| 1990                                                                            | 59 600               | 123 000   | 48.5           | 40         | 33            | 7             | 1490                     | 7                    | 14         | 75         | 34         |
| 1999                                                                            | 55 200               | 98 000    | 56.3           | 31         | 26            | 5             | 1780                     | 7                    | 10         | 38         | 31         |
| 2000                                                                            | 55 200               | 98 000    | 56.3           | 26         | 22            | 4             | 2123                     | 7                    | 9          | 37         | 31         |
| 2001                                                                            | 55 200               | 98 000    | 56.3           | 24         | 21            | 3             | 2300                     | 5                    | 8          | 35         | 31         |
| 2002                                                                            | 55 200               | 98 000    | 56.3           | 24         | 21            | 3             | 2300                     | 7                    | 8          | 33         | 31         |
| 2003                                                                            | 55 200               | 98 000    | 56.3           | 23         | 19            | 4             | 2400                     | 6                    | 9          | 28         | 31         |
| 2004                                                                            | 48 900               | 92 500    | 52.9           | 21         | 17            | 4             | 2328                     | 6                    | 8          | 30         | 30         |
| 2010                                                                            | 48 615               | 88 220    | 55.1           | 19         | 16            | 3             | 2558                     | 6                    | 8          | 10         | 24         |
| 2014                                                                            | 55 600               | 92 200    | 60.3           | 21         | 16            | 5             | 2647                     | 6                    | 9          | 14         | 24         |
| 2017                                                                            | 57 510               | 95 370    | 60.3           | 17         | 13            | 4             | 3382                     | 4                    | 8          | 10         | 25         |
| 2020                                                                            | 59 750               | 99 000    | 60.4           | 18         | 12            | 6             | 3319                     | 6                    | 8          | 8          | 24         |
| Fuente: Catholic-Hierarchy, que a su vez toma los datos del Anuario Pontificio. |                      |           |                |            |               |               |                          |                      |            |            |            |

## Episcopologio
- Élie Anicet Latulipe † (1 de octubre de 1908-14 de diciembre de 1922 falleció)
- Louis Rhéaume, O.M.I. † (8 de junio de 1923-8 de mayo de 1955 falleció)
- Maxime Tessier † (8 de mayo de 1955 por sucesión-24 de marzo de 1971 renunció)
- Jacques Landriault † (24 de marzo de 1971-13 de diciembre de 1990 renunció)
- Gilles Cazabon, O.M.I. (13 de marzo de 1992-27 de diciembre de 1997 nombrado obispo de Saint-Jérôme)
- Paul Marchand, S.M.M. † (8 de marzo de 1999-24 de julio de 2011 falleció)
- Serge Patrick Poitras, desde el 10 de noviembre de 2012